# 汝南县

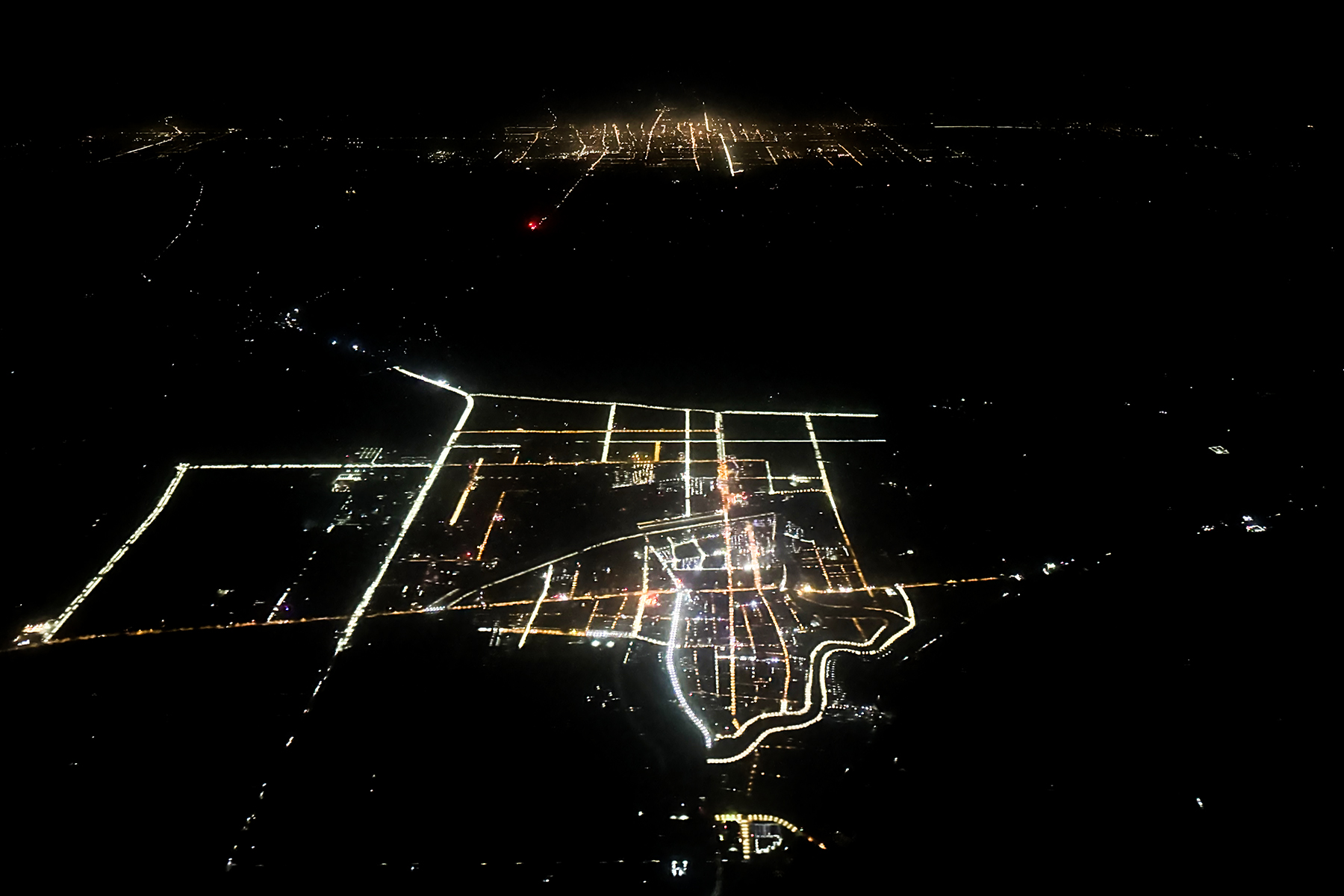
从空中东向西俯瞰汝南县夜景，后方远处为驻马店市区

汝南县是中华人民共和国河南省驻马店市下辖的一个县。古称安城县、汝阳县等，曾是豫州州治。县人民政府駐汝宁街道。

## 历史
东晋时置悬瓠城为汝南郡治所，亦是上蔡县治。南北朝时，南北双方政权围绕此城争夺激烈。589年，隋灭南陈，统一天下。至隋炀帝时，政府对南北朝以来全国混乱的行政区划进行整理。大业二年（606年），迁上蔡县，在悬瓠城置汝阳县，属蔡州。唐朝时，以汝阳县、朗山县数县析置汝南县，此县仅存在二十多年。元朝时改蔡州为汝宁府。明清时，汝阳县仍隶汝宁府。辛亥革命后，全国废府州厅改县，汝宁府废。汝阳县改汝南县。
中华民国时，汝南县为河南省辖县。1949年后，历属确山专区、信阳专区、驻马店专区、驻马店地区。1950年代时，曾短暂的设置汝南市，后由汝南县分置平舆县。2000年，驻马店地区改为驻马店市，仍隶之。

## 人口
根据(河南省)驻马店市第七次全国人口普查公报显示：汝南县常住人口为612551人，男性人口占比48.99%，女性人口占比51.01%。2020初，戶籍总人口87.07万人。常住人口65.53万人。

## 行政区划
汝南县下辖4个街道办事处、12个镇、2个乡：
汝宁街道、三门闸街道、古塔街道、宿鸭湖街道、王岗镇、梁祝镇、和孝镇、老君庙镇、留盆镇、金铺镇、东官庄镇、常兴镇、罗店镇、韩庄镇、三桥镇、张楼镇、南余店乡和板店乡。

## 交通
- 230国道过境。